# Carlisle Floyd
Pour les articles homonymes, voir Floyd.
Œuvres principales
Susannah (1955)
Carlisle Sessions Floyd, né le 11 juin 1926 à Latta (Caroline du Sud) et mort le 30 septembre 2021 à Tallahassee (Floride), est un compositeur américain d'opéras.

## Biographie
La plupart de ses œuvres sont basées sur des thèmes du Sud des États-Unis. Son opéra le plus joué, Susannah (1955), l'opéra le plus joué aux États-Unis après Porgy and Bess, considéré comme son chef-d'œuvre, a été composé quand il était à la faculté de piano de l'université d'État de Floride.
En plus de ses œuvres lyriques, il a composé également une cantate Pilgrimage.

## Principaux travaux
- Slow Dusk (1949)
- Susannah (1955)
- Wuthering Heights (1958)
- The Passion of Jonathan Wade (1962)
- The Sojourner and Mollie Sinclair (1963)
- Markheim (1966)
- Of Mice and Men (en) (1970)
- Flower and Hawk (1972)
- Bilby's Doll (1976)
- Willie Stark (1981)
- Cold Sassy Tree (2000)

## Discographie
- Susannah (Curtin, Cassilly, Treigle; Andersson, 1962) [live] VAI
- The World So Wide par Dawn Upshaw avec un extrait de Susannah